# フェルナン・ヴァス・ドラード

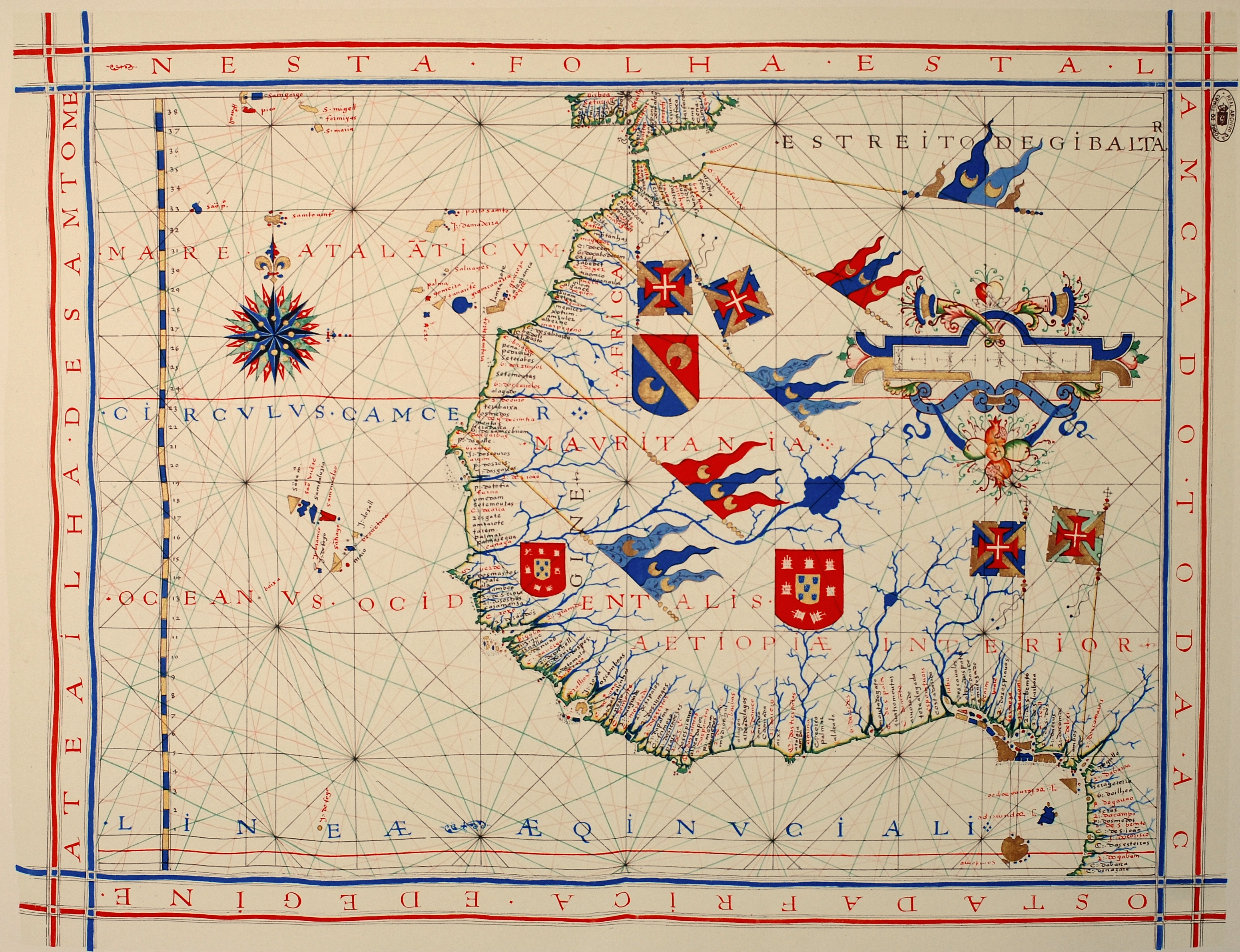
1571年に描かれた航海チャート。アフリカ北西部の海岸付近。周囲に書かれている文字は「この地図はサントメ島までのアフリカとギニアの全海岸を記してある」。ポルトガル国立博物館蔵

フェルナン・ヴァス・ドラード（Fernão Vaz Dourado、1520年頃 - 1580年頃）は16世紀のポルトガル人で地理学者。ドラードの描いた東洋の地図は、古代地図学者プトレマイオスの悪い意味での影響を受けておらず、当時としては非常に正確であった。ただし、ドラードが描いた地図について、詳しいことは良く分かっていない。
ドラードの描いた地図は当時としては非常に正確であり、かつ美しい。当時の地図作者としても最優秀の一人と思われる。比較的広範囲を描いた地図が多く、航海地図帳の中に納められている。1568年から1580年に作られた6つの地図帳が知られている：
- 1568 - 20 manuscript sheets on parchment, dedicated to D. Luiz de Ataíde (Biblioteca Nacional, Madrid)
- 1570 - 20 manuscript sheets on parchment (Huntington Library, San Marino, USA)
- 1571 - 20 manuscript sheets on parchment, two were stolen in the nineteenth century (Torre do Tombo, Lisbon)
- c. 1576 - 20 manuscript sheets on parchment (Biblioteca Nacional de Portugal, Lisbon)
- 1575 - 21 manuscript sheets on parchment (British Museum, London)
- 1580 - 20 manuscript sheets on parchment (Biblioteca Nacional de Portugal, Lisbon)

1568年の地図にはスリランカ（Ceilão）と日本の詳細が掲載されており、後に多くの地図に転載された。
ドラードのアフリカ北西の海図には、左の方に緯度を示す目盛があり、要所要所に磁性方向を示す線が引かれているという、いわゆる「プレーン・チャート・モデル」である。この図法はメルカトル図法が一般的になるまで、ヨーロッパで標準的に使われたものである。

## 画像

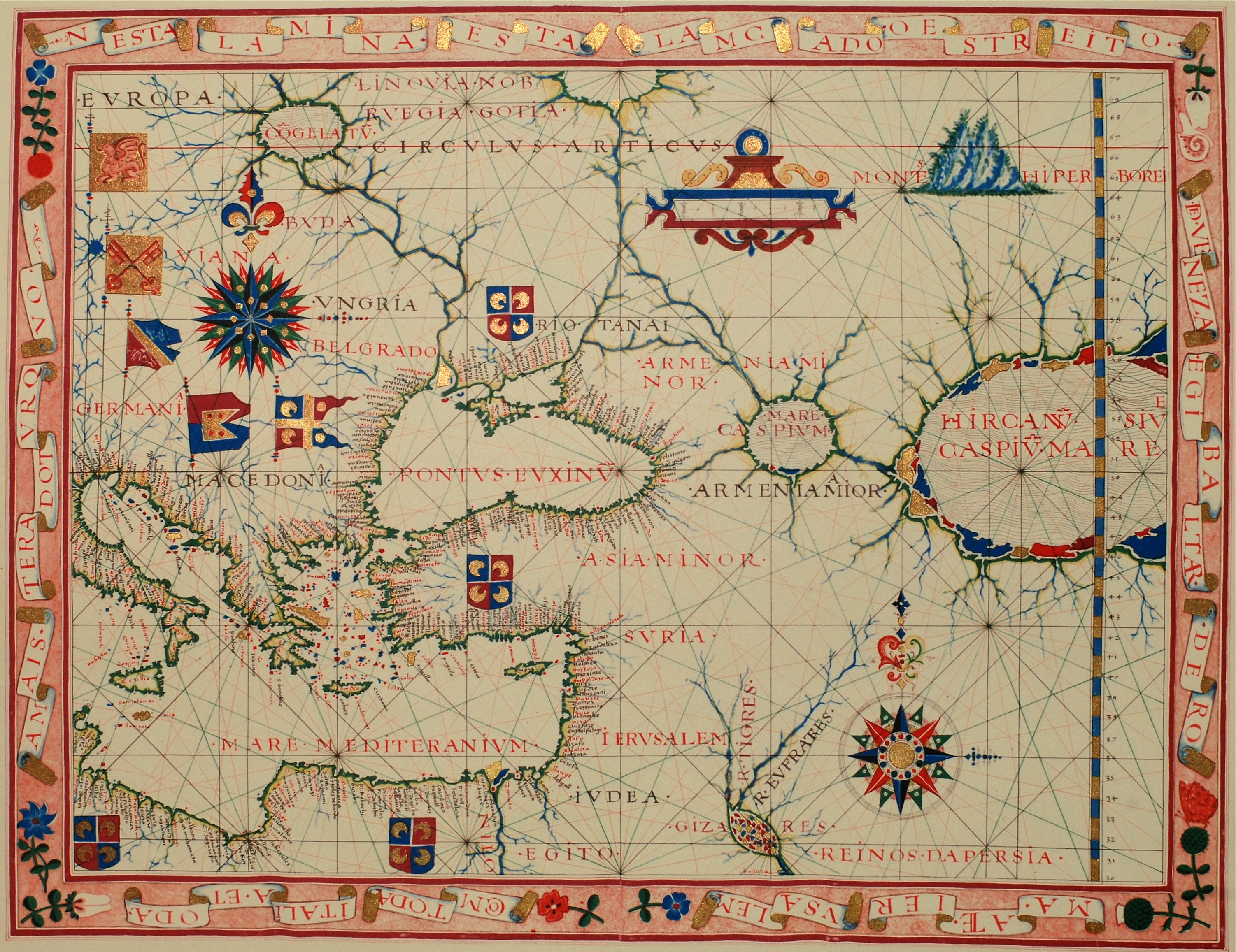
1570年の地図。メキシコ周辺。 (Huntington Library, San Marino, USA)
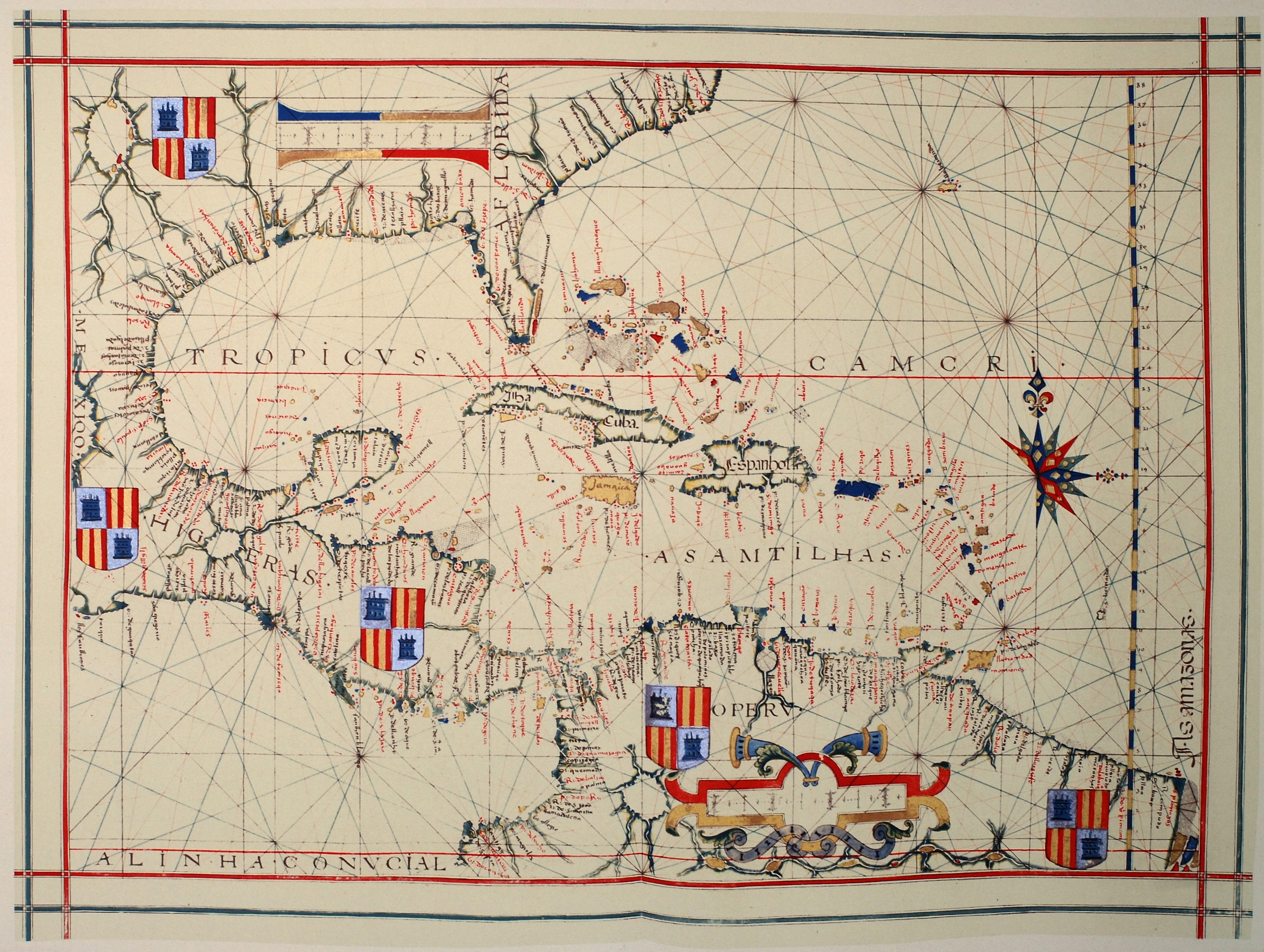
1575年の地図。黒海とその周辺。 (British Museum, London)
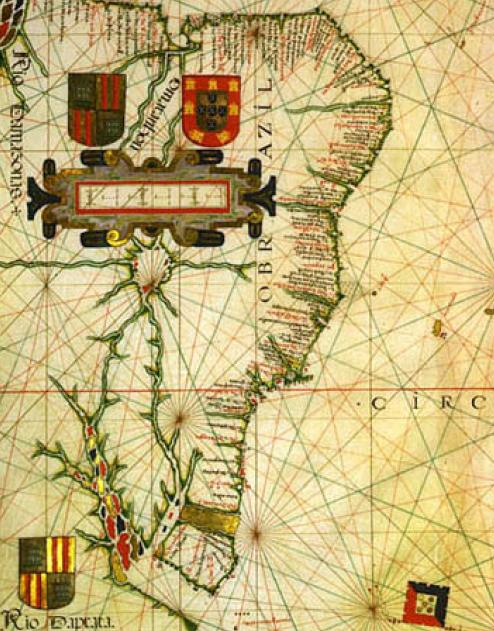
1576年頃の地図。ブラジル付近。